# Дабл Оук (Тексас)
Дабл Оук (енгл. Double Oak) град је у америчкој савезној држави Тексас. По попису становништва из 2010. у њему је живело 2.867 становника.

## Демографија
Према попису становништва из 2010. у граду је живело 2.867 становника, што је 688 (31,6%) становника више него 2000. године.
| Група             | 2000.         | 2010.         |
| Белци             | 1.992 (91,4%) | 2.556 (89,2%) |
| Афроамериканци    | 25 (1,1%)     | 41 (1,4%)     |
| Азијати           | 21 (1,0%)     | 35 (1,2%)     |
| Хиспаноамериканци | 85 (3,9%)     | 158 (5,5%)    |
| Укупно            | 2.179         | 2.867         |